# Metcalf
Metcalf és una vila dels Estats Units a l'estat d'Illinois. Segons el cens del 2000 tenia 213 habitants.

## Demografia
Segons el cens del 2000, Metcalf tenia 213 habitants, 80 habitatges, i 61 famílies. La densitat de població era de 149,5 habitants/km².
Dels 80 habitatges en un 30% hi vivien nens de menys de 18 anys, en un 60% hi vivien parelles casades, en un 10% dones solteres, i en un 23,8% no eren unitats familiars. En el 18,8% dels habitatges hi vivien persones soles el 7,5% de les quals corresponia a persones de 65 anys o més que vivien soles. El nombre mitjà de persones vivint en cada habitatge era de 2,66 i el nombre mitjà de persones que vivien en cada família era de 2,97.
Per edats la població es repartia de la següent manera: un 26,3% tenia menys de 18 anys, un 13,1% entre 18 i 24, un 29,6% entre 25 i 44, un 18,8% de 45 a 60 i un 12,2% 65 anys o més.
L'edat mediana era de 33 anys. Per cada 100 dones de 18 o més anys hi havia 89,2 homes.
La renda mediana per habitatge era de 29.861 $ i la renda mediana per família de 32.500 $. Els homes tenien una renda mediana de 21.667 $ mentre que les dones 14.583 $. La renda per capita de la població era de 15.568 $. Aproximadament el 8,9% de les famílies i el 15,5% de la població estaven per davall del llindar de pobresa.

## Poblacions properes
El següent diagrama mostra les poblacions més properes.